# Гавайська собака поі
Гавайська собака поі (гав. ʻīlio або ʻīlio mākuʻe) — вимерла порода собак-парій з Гаваїв, яка використовувалася корінними гавайцями як духовний захисник дітей і як джерело їжі.

## Історія

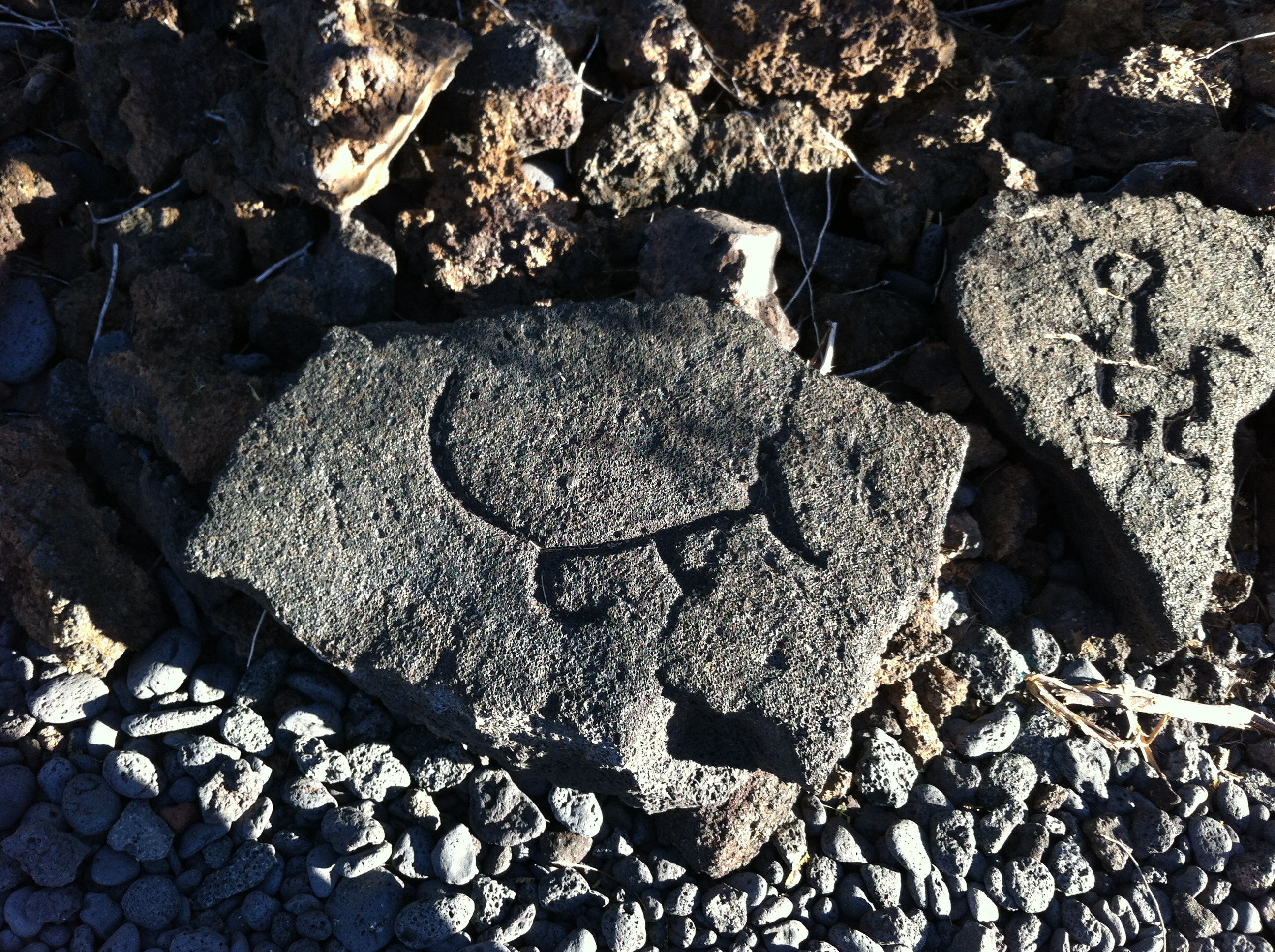
Стародавнє гавайське петрогліфічне зображення місцевої собаки, острів Гаваї

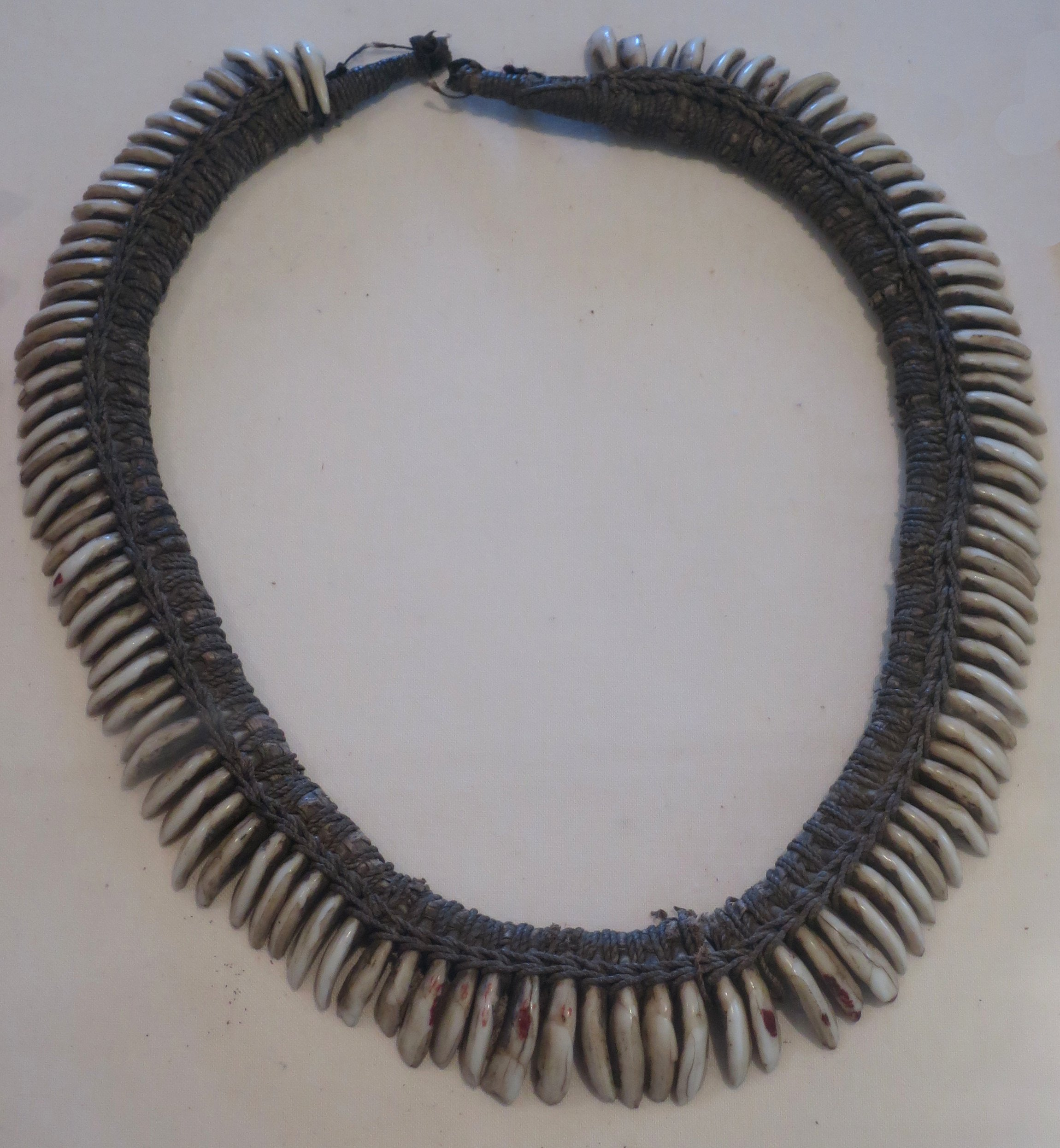
Lei niho ʻīlio, виготовлений із зубів собаки поі та волокна олони, музей Бейлі Хаус

Оригінальна гавайська собака поі походить від полінезійських собак, привезених на Гавайські острови полінезійцями. Генетичні дослідження новозеландської собаки курі вказують на те, що ця собака (і, отже, ймовірно, гавайська собака) походить з Індонезії. Гавайською мовою називається ʻīlio, сучасна назва цієї породи походить від poi, гавайської основної їжі, виготовленої з кореня кало або таро. Поі використовувався для відгодівлі собак для використання їжею, оскільки м'ясо було надто цінним, щоб використовувати його як корм для собак. Оскільки на Гавайських островах не було великих наземних ссавців, окрім диких свиней, собаки поі не були потрібні для полювання. Собак ніколи не виводили навмисно за стандартом, але людський і природний відбір все одно брав участь.
Такі європейські дослідники, як капітан Кук, зустрічали пузатих коротколапих собак поі, які вільно спілкувалися зі свинями в селі. Собаки мали дуже коротку шерсть, яка могла бути будь-якого кольору, але коричневі собаки поі вважалися досить виразними, щоб виправдати конкретне ім'я. У собак також були дивно сплющені голови. Останню рису іноді приписують раціону собак якимось невизначеним чином. Враховуючи, що поі не вимагає жування, собаки, можливо, втратили потребу підтримувати сильні скроневі м'язи ; зменшена скронева ямка призведе до того, що голова собаки буде виглядати сплюснутою. Поі-собаки вважалися досить тупими й млявими — будь-яка хороша мисливська собака з гострими чуттями не стане ані хорошою собакою поі, ані особливо корисною на островах — однак собаки були вольовими, і ними було важко керувати. 
Собака поі була двоцільовою породою — використовувалася для їжі та як талісман. Не пристосована ні до чого іншого, порода пішла на вимирання, оскільки місцева релігія була залишена, а їсти собаче м'ясо стало немодно. Дикі собаки європейських поселенців схрещувалися з собаками поі, і щонайпізніше на початку 20 століття порода зникла як окрема сутність.

### Виживання зображення

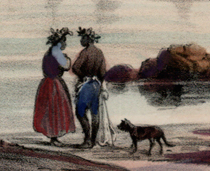
Вью де Гонолулу. lles Sandwich, малюнок Бартелемі Ловерня, бл. 1836 рік. Деталі кадру показують плямистого собаку з гострими вухами та довгим хвостом.

Жоден витвір мистецтва чи фотографія з історії Гавайських островів, що збереглися, не можна назвати собаками поі. Часто західні художники вводили європейсько-американські риси у свої зображення собак Полінезії у 18 столітті, а до 19 століття собаки, які зображувалися, були іноземних порід. Відсутність деталей змусила істориків припустити, які роботи можуть бути реалістичними зображеннями породи на основі фізичних характеристик. 
Письменники Кетрін Луомала та Маргарет Тіткомб погодилися, що незакінчений штриховий малюнок, датований бл. 1816-17, французький художник Луї Чоріс, який був частиною дослідницької експедиції Отто фон Коцебу, може показати одну з собак у центрі, яка може нагадувати вимерлу породу. Луомала також стверджує, що французький художник Бартелемі Ловернь, можливо, відобразив собаку з такими ж рисами на своєму кольоровому малюнку гавані Гонолулу в 1836 році   
Стародавні гавайські петрогліфи зображують спрощені зображення собак. Вони часто демонструють кучеряві хвости та загострені вуха, характерні для породи.  

## Програма розведення
У 1967 році Джек Л. Троп, директор зоопарку Гонолулу, спробував повернути породу шляхом селекційного розведення місцевих собак на основі морфологічних характеристик. Проєкт вивчав описи собак 18-го та 19-го століть до 1825 року, а також вцілілі залишки скелета стародавньої породи, щоб встановити стандарт. З цього вони відібрали місцевих собак на Гаваях, яких потім розводили для бажаних рис. До третього покоління від вихідних собак, відібраних у програмі, народилася самка з бажаною зовнішністю старовинної породи.    Коментуючи в 1969 році, Троп зазначив: У 1967 році зоопарк Гонолулу розпочав проєкт із відтворення полінезійської собаки. Мета такого проєкту — розповісти історію тваринного світу Гавайських островів у живій гавайській виставці. Собака є важливою частиною внеску полінезійців у цю історію. 
Вважається, що програма була припинена незабаром після цього.  У 1976 році екіпажі Hōkūleʻa під час експедиції з відтворення історичної полінезійської подорожі між Гаваями та Таїті взяли з собою собаку з цієї програми, яку вони назвали Хоку. 

## Використання
Сьогодні термін «собака поі» найчастіше використовується для позначення дворняг або собак змішаних порід, але також приписує певні характеристики собакам поі, включаючи здатність їсти будь-що, сильну волю та унікальну зовнішність, що складається з різних порід. Термін «пой собака» також у розмовній мові використовується для опису людей змішаної спадщини, хоча більш поширеним терміном є хапа.   